# 終章
| ウィキペディアには「終章」という見出しの百科事典記事はありません（タイトルに「終章」を含むページの一覧/「終章」で始まるページの一覧）。 代わりにウィクショナリーのページ「終章」が役に立つかもしれません。 |